# Стил Џонсон
Стил Александар Џонсон (енгл. Steele Alexander Johnson; Индианаполис, 16. јун 1996) елитни је амерички скакач у воду чија специјалност су углавном синхронизовани и појединачни скокови са торња са висине од десет метара.
Џонсон је почео да тренира скокове у воду још као седмогодишњи дечак. Када је имао 12 година на тренингу је приликом скока ударио главом о бетонску платформу и доживео тешку фрактуру лобање. Иако му је био угрожен живот Џонсон је успео да се опорави и да се врати у свет професионалног спорта. Као јуниор освојио је 13 титула националног првака у скоковима са торња.
Први значајнији успех у сениорској конкуренцији остварио је на такмичењу светског купа у Шангају 2014. где је у синхронизованим скоковима са торња са Дејвидом Бодајом освојио бронзану медаљу. Потом је учестовао на Светском првенству 2015. у руском Казању где се такмичио у синхронизованим скоковима са торња (такође у пару са Бодајом) и заузео пето место.
На олимпијским играма дебитовао је у Рију 2016. где је наступио у обе дисциплине у скоковима са торња. У синхронизованим скоковима у пару са Бодајом освојио је сребрну медаљу, прву олимпијску медаљу у каријери.